# Warren Peace
Warren Peace (i.e. "War and Peace") é o pseudônimo de Geoffrey Alexander MacCormack (também conhecido como GA MacCormack e Mac Cormack) é um vocalista inglês, compositor, dançarino, mais conhecido por seu trabalho com David Bowie nos anos 70.